# خدمات مشترک پزشکی آلمان
خدمات مشترک پزشکی آلمان (آلمانی: Zentraler Sanitätsdienst der Bundeswehr) شاخه‌ای از بوندس‌وهر (نیروهای مسلح آلمان) است، که در سال ۲۰۰۰ تأسیس شد و وظیفه آن ارائه خدمات پزشکی به نیروی زمینی آلمان، نیروی دریایی آلمان و لوفت‌وافه (بوندس‌ور) می‌باشد.